# Gowczewo
Gowczewo (biał. Гоўчава; ros. Говчево) – wieś na Białorusi, w obwodzie grodzieńskim, w rejonie mostowskim, w sielsowiecie Kuryłowicze. W źródłach spotykana jest także nazwa Howczowo.
W dwudziestoleciu międzywojennym leżało w Polsce, w województwie nowogródzkim, w powiecie słonimskim, w gminie Kuryłowicze.